# Africaleurodes uvariae
Africaleurodes uvariae là một loài côn trùng cánh nửa trong họ Aleyrodidae, phân họ Aleyrodinae.
Africaleurodes uvariae được Cohic miêu tả khoa học đầu tiên năm 1968.